# ASUS Eee PC

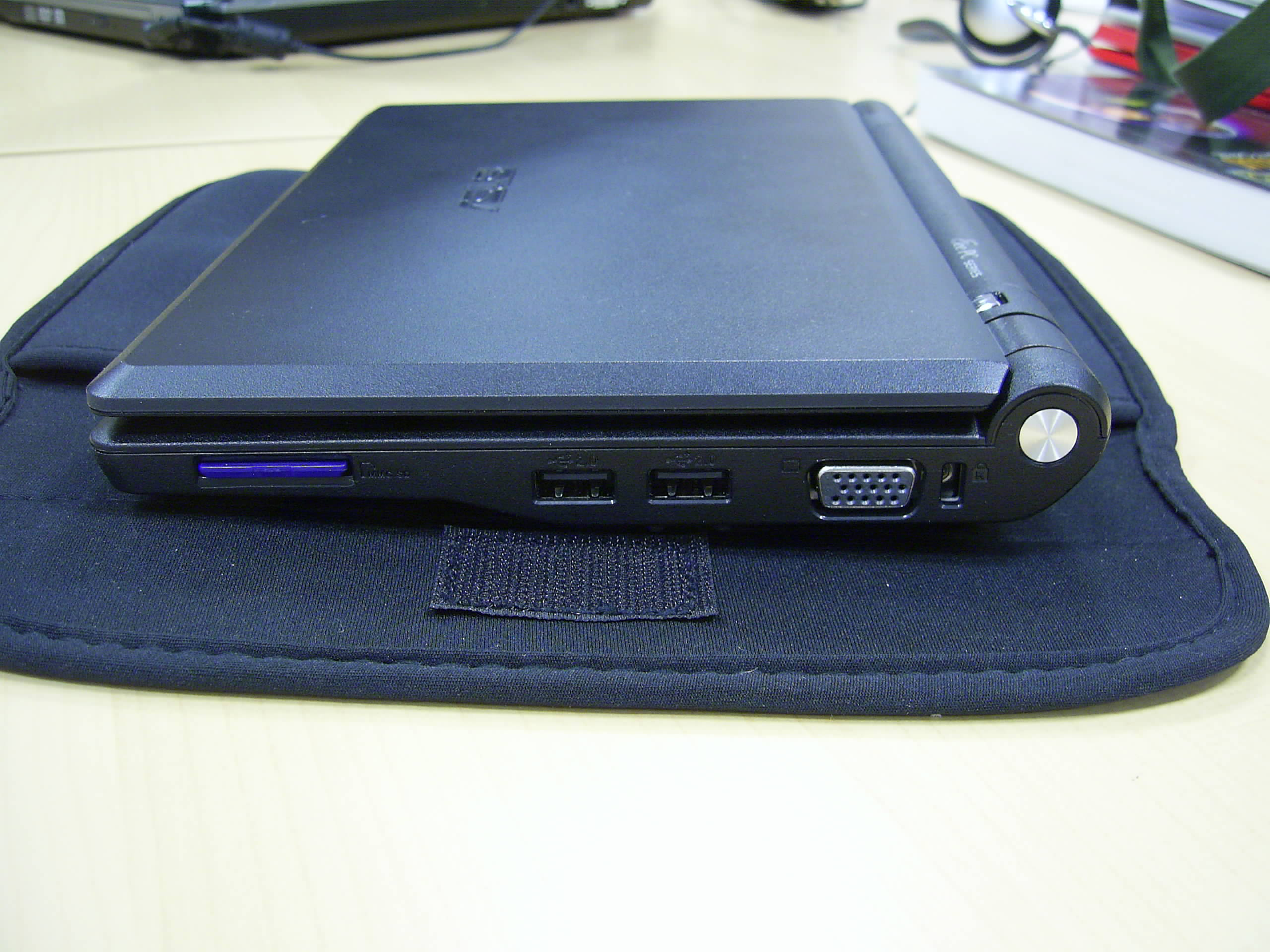
Czarny EEE PC, i porty VGA, USB, SD

ASUS Eee PC 701 (Eee to akronim – z ang. easy to learn, work, and play; excellent internet experience and excellent mobile computing experience, oficjalne polskie tłumaczenie to: Edukacja, (R)Ewolucja, Emocje) – laptop firmy Asus.
Komputer należy do klasy Ultra-Mobile PC (a także netbooków), używa zmodyfikowanego Linuksa Xandros jako podstawowego systemu operacyjnego. Wszedł na rynek USA 1 listopada 2007 r. z ceną wynoszącą 399 $. Eee nie został zaprojektowany w ramach programu „laptop dla każdego dziecka (OLPC)” i nie stanowi konkurencji dla XO-1 czy Classmate PC, jest to po prostu tani laptop przeznaczony na szeroki rynek.

## Specyfikacja techniczna

### Seria 700
| Model       | Procesor                        | Pamięć              | Dysk             | Wyświetlacz  | Karta graficzna | Kamera            | Wymiary              | Waga  | Bateria  |
| ----------- | ------------------------------- | ------------------- | ---------------- | ------------ | --------------- | ----------------- | -------------------- | ----- | -------- |
| 700 2G Surf | 900 MHz Intel Celeron-M ULV 353 | 512 MB DDR 400 MHz  | 2 GB flash (SSD) | 7" 800 × 480 | Intel GMA900    | Brak              | 225 × 165 × 21~35 mm | 895 g | 4400 mAh |
| 701 4G Surf | 900 MHz Intel Celeron-M ULV 353 | 512 MB DDR2 667 MHz | 4 GB flash (SSD) | 7" 800 × 480 | Intel GMA900    | Brak              | 225 × 165 × 21~35 mm | 920 g | 4400 mAh |
| 701 4G      | 900 MHz Intel Celeron-M ULV 353 | 512 MB DDR2 667MHz  | 4 GB flash (SSD) | 7" 800 × 480 | Intel GMA900    | 0,3 Mpx 640 × 480 | 225 × 165 × 21~35 mm | 920 g | 5200 mAh |
| 702 8G      | 900 MHz Intel Celeron-M ULV 353 | 1 GB DDR2 667 MHz   | 8 GB flash (SSD) | 7" 800 × 480 | Intel GMA900    | 0,3 Mpx 640 × 480 | 225 × 165 × 21~35 mm | 920 g | 5200 mAh |

### Seria 900
| Model | Procesor                        | Pamięć                | Dysk                       | Wyświetlacz     | Karta graficzna | Kamera  | Wymiary               | Waga   | Bateria                |
| ----- | ------------------------------- | --------------------- | -------------------------- | --------------- | --------------- | ------- | --------------------- | ------ | ---------------------- |
| 900   | 900 MHz Intel Celeron-M ULV 353 | 1 GB RAM DDR2-533/667 | 4 GB + 8 GB albo 16 GB SSD | 8,9" 1024 × 600 | Intel GMA900    | 1,3 Mpx | 225 × 170 × 20~34 mm  | 990 g  | 4400 mAh albo 5800 mAh |
| 901   | 1,6 GHz Intel Atom              | 1 GB RAM DDR2-533/667 | 4 GB + 8 GB albo 16 GB SSD | 8,9" 1024 × 600 | Intel GMA945    | 1,3 Mpx | 226 × 175,3 × 22,9 mm | 1140 g | 6600 mAh               |
| 904HD | 900 MHz Intel Celeron-M ULV 353 | 1 GB RAM DDR2-533/667 | 80 GB lub 160 GB HDD       | 8,9" 1024 × 600 | Intel GMA900    | 1,3 Mpx | 266 × 191 × 38 mm     | 1300 g | 6600 mAh               |

### Seria 1000
| Model  | Procesor                  | Pamięć           | Dysk                 | Wyświetlacz      | Karta graficzna                | Kamera  | Wymiary                 | Waga   | Bateria  |
| ------ | ------------------------- | ---------------- | -------------------- | ---------------- | ------------------------------ | ------- | ----------------------- | ------ | -------- |
| 1000   | 1,6 GHz Intel Atom        | 1 GB RAM         | 40 GB SSD            | 10,2" 1024 × 600 | Intel Graphics Accelerator 950 | 1,3 Mpx | 265,9 × 191,3 × 38,1 mm | 1330 g | 6600 mAh |
| 1000HD | Intel Celeron-M (900 MHz) | 1 GB RAM         | 80 GB lub 160 GB HDD | 10,2" 1024 × 600 | Intel Graphics Accelerator 900 | 1,3 Mpx | 265,9 × 191,3 × 38,1 mm | 1450 g | 6600 mAh |
| 1000H  | Intel Atom N270 1.6GHz    | 1GB / 2GB (DDR2) | 160 GB HDD           | 10,2" 1024 × 600 | Intel Graphics Accelerator 950 | 1,3 Mpx | 265,9 × 191,3 × 38,1 mm | 1450 g | 6600 mAh |

### Seria 1200
| Model            | Procesor                 | Pamięć                                                  | Dysk                                                | Wyświetlacz      | Karta graficzna                        | Kamera  | Wymiary                  | Waga   | Bateria  |
| ---------------- | ------------------------ | ------------------------------------------------------- | --------------------------------------------------- | ---------------- | -------------------------------------- | ------- | ------------------------ | ------ | -------- |
| Eee PC 1201N     | Intel Atom 330 Dual Core | 2 GB RAM                                                | 250 GB lub 320 GB HDD                               | 12,1" 1366 × 768 | NVIDIA ION Graphics                    | 0,3 Mpx | 298 × 95 × 33,3 mm       | 1460 g | 6300 mAh |
| Eee PC 1201HA    | Intel Atom Z520          | 2 GB RAM                                                | 250 GB HDD                                          | 12,1" 1366 × 768 | Intel GMA 500                          | 0,3 Mpx | 298 × 95 × 33,3 mm       | 1380 g | 4700 mAh |
| Eee PC 1201NL    | Intel Atom N270          | 1 GB lub 2 GB RAM                                       | 160 GB lub 320 lub 500 GB HDD                       | 12,1" 1366 × 768 | NVIDIA ION Graphics                    | 0,3 Mpx | 298 × 95 × 33,3 mm       | 1460 g | 4700 mAh |
| Eee PC 1201PN    | Intel Atom N450          | 2 GB RAM                                                | 160 GB lub 320 GB HDD                               | 12,1" 1366 × 768 | NVIDIA ION 2 Graphics GPU NVIDIA GT218 | 0,3 Mpx | 298 × 95 × 33,3 mm       | 1460 g | 4700 mAh |
| Eee PC 1215N     | Intel Atom D525          | 2 GB RAM                                                | 250 GB lub 320 GB HDD (+500 GB na Asus Web Storage) | 12,1" 1366 × 768 | NVIDIA ION 2 Graphics GPU NVIDIA GT218 | 0,3 Mpx | 296 × 208 × 27,3/33,3 mm | 1450 g | 5200 mAh |
| Eee PC 1310 Plus | Intel Atom X5 Z8330      | 4GB RAM DDR3L-1600 onboard & 1 dimm empty. Max 8GB RAM. | 256GB SSD M.2 Pcie x16 2280                         | 12,1" 1920x1080  | Intel HD                               | 0,7 Mpx | 316 x 87 x 29,4mm        | 1220 g | 6400 mAh |